# 国家机关事务管理局汽车服务中心
国家机关事务管理局汽车服务中心（国兴汽车服务中心），是国家机关事务管理局直属事业单位。

## 沿革
1992年，为适应机关后勤体制改革发展的需要，国务院机关事务管理局党组决定将首都宾馆汽车队与财务司汽车服务中心合并，成立“国务院机关事务管理局汽车服务中心”，为国务院机关事务管理局属自收自支事业单位。1993年在国家工商行政管理局登记注册（1994年更名“国兴汽车服务中心”），注册资金2300万元人民币。
2013年，国务院机关事务管理局更名国家机关事务管理局，国务院机关事务管理局汽车服务中心随之更名国家机关事务管理局汽车服务中心。该中心负责为中央国家机关提供用车服务。

## 历任领导
| 主任 …… - 张振国（？—？，兼党委书记） - 宏江（？—？） - 米逢春（？—） | 党委书记 …… - 张振国（？—？） …… |